# Osella FA1G
Chronologie des modèles (1985, 1986, 1987)
Osella FA1F Osella FA1H
L'Osella FA1G est une monoplace de Formule 1 engagée par l'écurie italienne Osella dans les championnats du monde de Formule 1 1985, 1986 et 1987. En 1985, elle est pilotée par l'Italien Piercarlo Ghinzani, remplacé en cours de saison par le Néerlandais Huub Rothengatter. En 1986, la FA1G est confiée à l'Allemand Christian Danner, puis au Canadien Allen Berg, et enfin à Ghinzani. Enfin, en 1987, elle est pilotée par Gabriele Tarquini.

## Historique

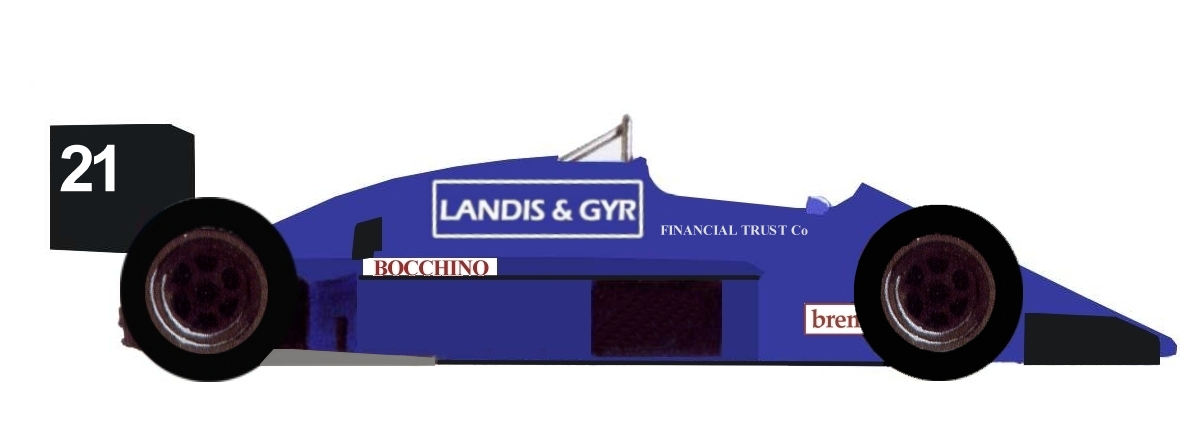
Représentation de l'Osella FA1G de Piercarlo Ghinzani engagée au Grand Prix du Portugal 1986.

L'Osella FA1G commence en course à l'occasion du cinquième Grand Prix de la saison 1985, au Canada. Osella n'engage qu'une voiture, pour Piercarlo Ghinzani. La FA1G devait être engagée dès la troisième manche, disputée à Saint-Marin, mais la carrosserie est trop souple (elle se plie sous le poids de l'air) et Ghinzani préfère utiliser l'Osella FA1F le temps que la nouvelle monoplace soit fiabilisée.
Tout au long de la saison, la voiture enchaîne les abandons, le plus souvent dus à des problèmes techniques et ne termine que trois courses. Sa meilleure performance est réalisée par le Néerlandais Huub Rothengatter du Grand Prix d'Australie 1985, où il termine septième de l'épreuve.
En 1986, les problèmes de fiabilité demeurent récurrents : la FA1G ne termine que Grand Prix d'Autriche, où l'Allemand Christian Danner se classe onzième. 
La FA1G fait sa dernière apparition au Grand Prix de Saint-Marin, première manche du championnat du monde de Formule 1 1987. À son volant, l'Italien Gabriele Tarquini abandonne à la suite d'un problème de boîte de vitesses. La FA1G est alors remplacée par l'Osella FA1I.

## Résultats en championnat du monde de Formule 1
| Saison | Écurie               | Moteur             | Pneus    | Pilotes            | Courses | Courses | Courses | Courses | Courses | Courses | Courses | Courses | Courses | Courses | Courses | Courses | Courses | Courses | Courses | Courses | Points inscrits | Classement |
| Saison | Écurie               | Moteur             | Pneus    | Pilotes            | 1       | 2       | 3       | 4       | 5       | 6       | 7       | 8       | 9       | 10      | 11      | 12      | 13      | 14      | 15      | 16      | Points inscrits | Classement |
| ------ | -------------------- | ------------------ | -------- | ------------------ | ------- | ------- | ------- | ------- | ------- | ------- | ------- | ------- | ------- | ------- | ------- | ------- | ------- | ------- | ------- | ------- | --------------- | ---------- |
| 1985   | Osella Squadra Corse | Alfa Romeo 890T V8 | Goodyear |                    | BRÉ     | POR     | SMR     | MON     | CAN     | DET     | FRA     | GBR     | ALL     | AUT     | P-B     | ITA     | BEL     | EUR     | AFS     | AUS     | 0               | 11e        |
| 1985   | Osella Squadra Corse | Alfa Romeo 890T V8 | Goodyear | Piercarlo Ghinzani |         |         |         |         | Abd.    | Abd.    | 15e     | Abd.    |         |         |         |         |         |         |         |         | 0               | 11e        |
| 1985   | Osella Squadra Corse | Alfa Romeo 890T V8 | Goodyear | Huub Rothengatter  |         |         |         |         |         |         |         |         | Abd.    | 9e      | Nc.     | Abd.    |         | Nq      | Abd.    | 7e      | 0               | 11e        |
| 1986   | Osella Squadra Corse | Alfa Romeo 890T V8 | Goodyear |                    | BRÉ     | ESP     | SMR     | MON     | BEL     | CAN     | DET     | FRA     | GBR     | ALL     | HON     | AUT     | ITA     | POR     | MEX     | AUS     | 0               | 14e        |
| 1986   | Osella Squadra Corse | Alfa Romeo 890T V8 | Goodyear | Christian Danner   | Abd.    | Abd.    | Abd.    | Nq      | Abd.    | Abd.    |         |         |         |         |         |         |         |         |         |         | 0               | 14e        |
| 1986   | Osella Squadra Corse | Alfa Romeo 890T V8 | Goodyear | Allen Berg         |         |         |         |         |         |         | Abd.    |         |         |         |         |         |         |         |         |         | 0               | 14e        |
| 1986   | Osella Squadra Corse | Alfa Romeo 890T V8 | Goodyear | Piercarlo Ghinzani |         |         |         |         |         |         |         |         | Abd.    | Abd.    | Abd.    | 9e      | Abd.    | Abd.    | Abd.    | Abd.    | 0               | 14e        |
| 1987   | Osella Squadra Corse | Alfa Romeo 890T V8 | Pirelli  |                    | BRÉ     | SMR     | BEL     | MON     | DET     | FRA     | GBR     | ALL     | HON     | AUT     | ITA     | POR     | ESP     | MEX     | JAP     | AUS     | 0               | 15e        |
| 1987   | Osella Squadra Corse | Alfa Romeo 890T V8 | Pirelli  | Gabriele Tarquini  |         | Abd.    |         |         |         |         |         |         |         |         |         |         |         |         |         |         | 0               | 15e        |